# Wyrak wulkaniczny
Wyrak wulkaniczny (Tarsius tumpara) – gatunek ssaka naczelnego z rodziny wyrakowatych (Tarsiidae).

## Taksonomia
Gatunek po raz pierwszy zgodnie z zasadami nazewnictwa binominalnego opisał w międzynarodowy zespół zoologów – Amerykanie Myron Shekelle i Colin Groves, Niemiec Stefan Merker oraz Indonezyjczyk Jatna Supriatna – nadając mu nazwę Tarsius tumpara. Miejsce typowe to południowy kraniec wyspy Siau, około 100 m od północnego brzegu małego jeziora (02°39′N 125°23′E/2,650000 125,383333), Indonezja. Holotyp to skóra, czaszka i szkielet pozaczaszkowy dorosłego samca (sygnatura MZB 27053) ze zbiorów Museum Zoologicum Bogorinse; okaz odłowiony żywcem 1 kwietnia 2002 roku, zmarł 3 kwietnia 2005 roku podczas transporty do muzeum.
Autorzy Illustrated Checklist of the Mammals of the World uznają ten gatunek za monotypowy.

### Etymologia
- Tarsius: gr. ταρσος tarsos ‘stęp’[6].
- tumpara: rodzima nazwa dla wyraka używana przez mieszkańców wyspy Siau[7].

## Zasięg występowania
Wyrak wulkaniczny występuje na wyspie Siau w grupie Wysp Sangihe, na północ od Celebes; być może występuje też na bardzo małych wyspach znajdujących się w pobliżu Siau, oddzielonych jedynie płytką wodą i w ten sposób połączonych w przeszłości w czasach niskiego poziomu morza.

## Morfologia
Długość ciała (bez ogona) około 15 cm, długość ogona około 26 cm; masa ciała około 104 g. Sierść wyraka wulkanicznego jest brązowa, nakrapiana, z ciemnoszarym podszerstkiem. Szare futro w górnej części twarzy, głównie nad i z boku oczu, jest otoczone grubą brązową linią. Włosy przy wargach są białe. Kępka ogona jest krótka i stosunkowo słabo rozwinięta, a sierść na stępie jest rzadka i niepozorna, jak u wyraka archipelagowego.

## Ekologia
Środowiskiem występowania są lesiste stoki wulkanu Karangetang, znajdującego się na północy wyspy. Wyraki są odławiane w celach konsumpcyjnych. Zwierzę odżywia się stawonogami i niewielkimi kręgowcami.

## Status zagrożenia
W Czerwonej księdze gatunków zagrożonych Międzynarodowej Unii Ochrony Przyrody i Jej Zasobów został zaliczony do kategorii CR (ang. critically endangered ‘krytycznie zagrożony’).